# Gedion Zelalem
Gedion Zelalem, né le 26 janvier 1997 à Berlin, est un joueur américain de soccer d'origine allemande et éthiopienne, qui joue actuellement comme milieu.

## Biographie

### Enfance
Gedion Zelalem est né à Berlin de parents éthiopiens. Il débute le football à cinq ans au  BFC Germania 1888, avant de rejoindre l'académie du Hertha Berlin.
En 2006, un an après le décès de sa mère, Zelalem déménage avec son père aux États-Unis, à Washington DC. Il y joue dans plusieurs équipes, d'abord avec MSC United, le Bethesda Soccer Club et BNC Revolution, avant de rejoindre l'équipe du club d'élite Olney Rangers et l'équipe scolaire de la Walter Johnson High School dans le comté de Montgomery, Maryland.

### Arsenal
Danny Karbassiyoon, recruteur pour Arsenal aux États-Unis, le découvre durant un match de la Dallas Cup où il jouait avec les Olney Rangers. Fin 2012, Zelalem se rend à Londres pour un essai à l'académie des Gunners, qui lui proposent un contrat à la fin de celui-ci. Il rejoint officiellement le club en janvier 2013. Il commence avec les U16 mais est rapidement promu avec les U21. Pour sa 1ère dans cette catégorie face à Liverpool à Anfield le 8 avril, Arsenal s'incline 3-2 mais Zelalem est loué pour sa performance. Il est de nouveau félicité pour son match contre Wolverhampton la semaine suivante (victoire 3-2 d'Arsenal).
En juillet 2013, Arsène Wenger l'inclut dans le groupe professionnel qui dispute sa pré-saison en Asie. De bonnes performances contre une équipe indonésienne, la sélection du Vietnam et le Nagoya Grampus lui valent d'être présenté comme une future star et d'être comparé favorablement à Cesc Fàbregas. Il est également présent pour l'Emirates Cup et joue contre le Galatasaray le 4 août (défaite 2-1).
Le 24 août, il est nommé pour la première fois dans le groupe professionnel en match officiel face à Fulham pour la deuxième journée de Premier League, mais reste sur le banc (victoire 3-1). Il est de nouveau remplaçant la semaine suivante face à Tottenham pour la troisième journée (victoire 1-0). Le 10 septembre, il annonce s'être blessé avec une absence prévue de deux mois. Il fait son retour sur les terrains le 6 novembre avec les U19 pour la quatrième journée d'UEFA Youth League face à Dortmund (match nul 2-2).
Le 24 janvier 2014, il est sur le banc pour le quatrième tour de FA Cup face à Coventry City et remplace Alex Oxlade-Chamberlain à la 71e minute pour disputer son 1er match avec les professionnels (victoire 4-0). Le 18 mars, il signer son 1er contrat professionnel avec Arsenal, avec qui il est désormais lié jusqu'en 2017. Le 9 décembre, il remplace Mathieu Flamini à la mi-temps contre le Galatasaray et dispute son 1er match de Ligue des Champions (victoire 4-1). 

#### Prêt aux Glasgow Rangers
Le 24 août 2015, Arsenal le prête aux Glasgow Rangers pour six mois. Il fait ses débuts 2 jours plus tard face à Airdrieonians en Scottish League Cup, il dispute toute la rencontre et délivre deux passes décisives (victoire 5-0). Il fait ses débuts en Scottish Championship le 30 août face à Queen of the South (victoire 5-1 avec une passe décisive). En janvier 2016, son prêt est prolongé jusqu'au terme de la saison.
Le 10 avril, il est sur le banc face à Peterhead en finale de Scottish Challenge Cup (victoire 4-0) et remporte son 1er titre en professionnel. Il permet aux Rangers de gagner le championnat et de retrouver la 1ère division. Le 17 avril, il entre à la 88ème minute en 1/2 finale de Scottish Cup face au rival du Celtic. Après un match nul 2-2, les Rangers s'imposent 5-4 aux tirs au but et Zelalem transforme le sien, le 4ème. Le 21 mai, il est titulaire en finale face à Hibernian. Il dispute 63 minutes mais les Rangers s'inclinent 3-2.
Il dispute cette saison-là 28 matchs toutes compétitions confondues pour le club écossais (dont 21 de championnat) pour 8 passes décisives.

#### Saison 2016-17
Le 20 septembre, il entre en jeu lors du 3ème tour de League Cup face à Nottingham Forest (victoire 4-0) puis lors du 4ème tour face à Reading le 25 octobre.

#### Prêt au VVV-Venlo
Le 24 janvier 2017, Zelalem prolonge avec Arsenal et file en prêt au VVV-Venlo pour la fin de saison. Il y dispute 8 matchs (1 fois titulaire) et remporte l'Eerste Divisie.

#### Fin à Arsenal
Zelame est convoqué avec les U20 américains pour disputer le mondial 2017 en mai-juin en Corée du Sud. Il est titulaire pour la 1ère rencontre face à l'Équateur dans le groupe F. À la 34ème minute, il sort blessé au genou et souffre d'une rupture du ligament croisé antérieur du genou. Il vit ainsi une saison blanche et reste indisponible pendant 17 mois, ne reprenant l'entraînement qu'en septembre 2018. Il rejoue pour la 1ère fois le 30 octobre avec les U21 d'Arsenal en rentrant en jeu sur la pelouse de Cheltenham pour l'EFL Trophy. Il dispute 7 matchs avec les jeunes de l'académie, et inscrit un but.

#### Départ en MLS
Le 11 mars, il est transféré libre au Sporting de Kansas City en MLS.
Le 11 janvier 2020, il signe au New York City FC. Le 15 novembre 2022, au terme de la saison, le New York City FC annonce que son contrat n'est pas renouvelé.

## Statistiques
| Saison                | Club                    | Championnat           | Championnat | Championnat | Coupe nationale | Coupe nationale | Coupe de la Ligue | Coupe de la Ligue | Compétition(s) continentale(s) | Compétition(s) continentale(s) | Compétition(s) continentale(s) | Séries | Séries | Total | Total |
| Saison                | Club                    | Division              | M.          | B.          | M.              | B.              | M.                | B.                | Comp.                          | M.                             | B.                             | M.     | B.     | M.    | B.    |
| 2013-2014             | Arsenal FC              | Premier League        | 0           | 0           | 1               | 0               | 0                 | 0                 | -                              | -                              | -                              | -      | -      | 1     | 0     |
| 2014-2015             | Arsenal FC              | Premier League        | 0           | 0           | 0               | 0               | 0                 | 0                 | C1                             | 1                              | 0                              | -      | -      | 1     | 0     |
| 2016-2017             | Arsenal FC              | Premier League        | 0           | 0           | 0               | 0               | 2                 | 0                 | -                              | -                              | -                              | -      | -      | 2     | 0     |
| 2017-2018             | Arsenal FC              | Premier League        | 0           | 0           | 0               | 0               | 0                 | 0                 | C3                             | 0                              | 0                              | -      | -      | 0     | 0     |
| 2018-2019             | Arsenal FC              | Premier League        | 0           | 0           | 0               | 0               | 0                 | 0                 | C3                             | 0                              | 0                              | -      | -      | 0     | 0     |
| Sous-total            | Sous-total              | Sous-total            | 0           | 0           | 1               | 0               | 2                 | 0                 | -                              | 1                              | 0                              | -      | -      | 4     | 0     |
| 2015-2016             | Glasgow Rangers (prêt)  | Championship          | 21          | 0           | 4               | 0               | 3                 | 0                 | -                              | -                              | -                              | -      | -      | 28    | 0     |
| 2016-2017             | VVV Venlo (prêt)        | Eerste divisie        | 9           | 1           | -               | -               | -                 | -                 | -                              | -                              | -                              | -      | -      | 9     | 1     |
| 2019                  | Sporting de Kansas City | MLS                   | 9           | 0           | 0               | 0               | -                 | -                 | -                              | -                              | -                              | -      | -      | 9     | 0     |
| 2020                  | New York City FC        | MLS                   | 1           | 0           | -               | -               | -                 | -                 | LCC                            | 0                              | 0                              | 0      | 0      | 1     | 0     |
| 2021                  | New York City FC        | MLS                   | 7           | 0           | -               | -               | -                 | -                 | LC                             | 0                              | 0                              | 0      | 0      | 7     | 0     |
| 2022                  | New York City FC        | MLS                   | 11          | 0           | 2               | 0               | -                 | -                 | LCC                            | 3                              | 0                              | 0      | 0      | 16    | 0     |
| Sous-total            | Sous-total              | Sous-total            | 19          | 0           | 2               | 0               | -                 | -                 | -                              | 3                              | 0                              | 0      | 0      | 24    | 0     |
| Total sur la carrière | Total sur la carrière   | Total sur la carrière | 58          | 1           | 7               | 0               | 5                 | 0                 | -                              | 4                              | 0                              | 0      | 0      | 74    | 1     |

## Palmarès
Rangers FC
- Champion d'Écosse D2 en 2015-2016.
- Vainqueur de la Scottish Challenge Cup en 2016.
- Finaliste de la Coupe d'Écosse en 2016.

 VVV-Venlo
- Champion de Eerste Divisie en 2016-17.

 New York City FC
- Vainqueur de la Coupe de la Major League Soccer en 2021.
- Vainqueur de la Conférence Est de la MLS en 2021.